# Order Kongijski Zasługi
Order Kongijski Zasługi (fr. Ordre du Mérite congolais) – najwyższe odznaczenie państwowe Republiki Konga.
Nadawany jest za znamienite zasługi w charakterze cywilnym i wojskowym, zarówno obywatelom Konga jak i obcokrajowcom. Nadaje go prezydent Republiki Konga. Może być nadawany w trybie standardowym, wyjątkowym oraz pośmiertnym.

## Historia
Order Kongijski Zasługi został utworzony dekretem nr 54–59 z 25 lutego 1959 przez ówczesnego prezydenta – Fulberta Youlou. Początkowo składał się z 3 klas, obecnie jest ich 5, od najwyższej:
- Krzyż Wielki (Grand-croix);
- Wielki Oficer (Grand officier);
- Komandor (Commandeur);
- Oficer (Officier);
- Kawaler (Chevalier).

## Odznaczeni
Do lipca 2014 roku Order Kongijski Zasługi otrzymało 14 867 osób.